# Posterstein

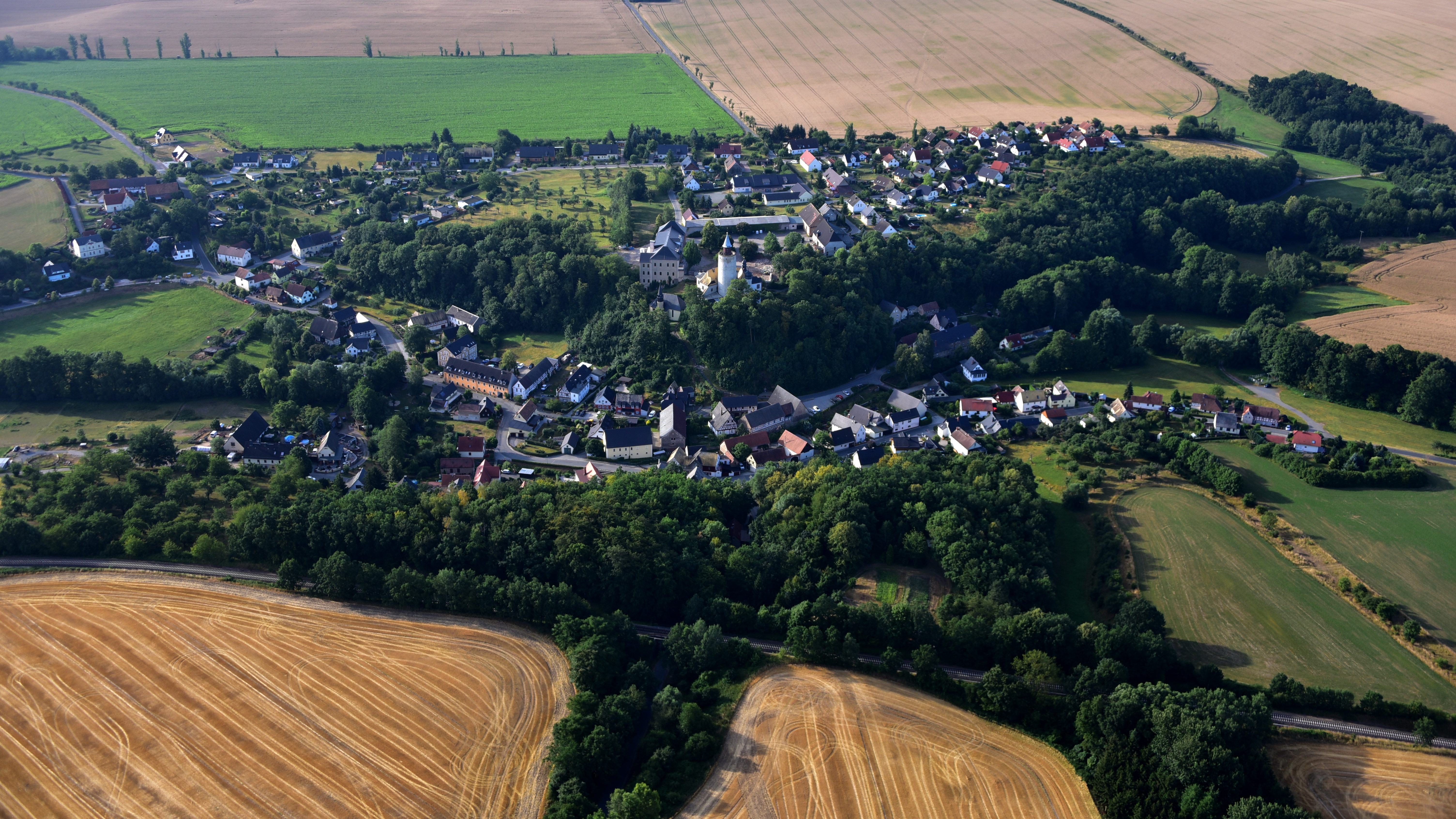
Posterstein, Luftaufnahme (2018)

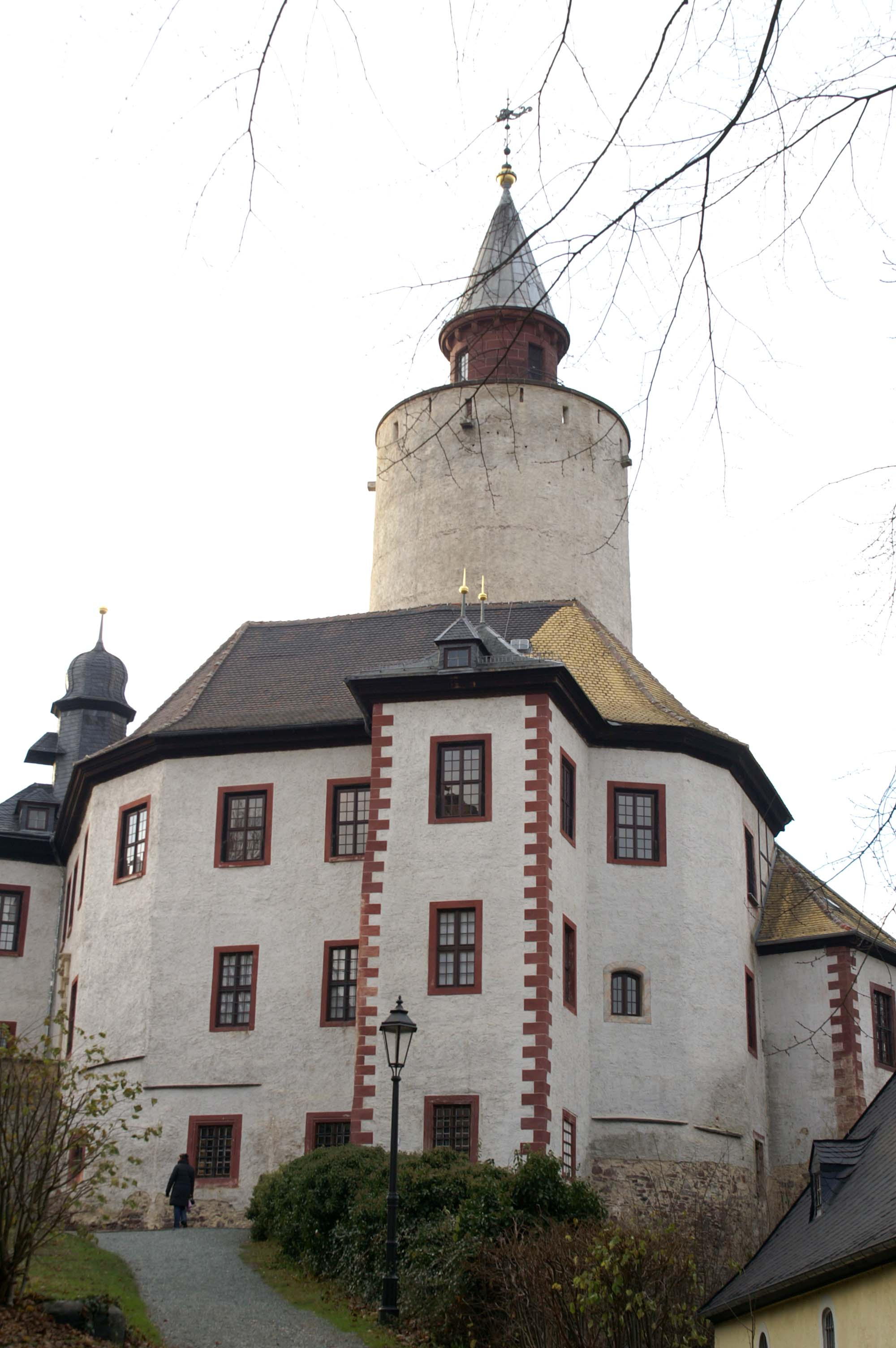
Burg Posterstein

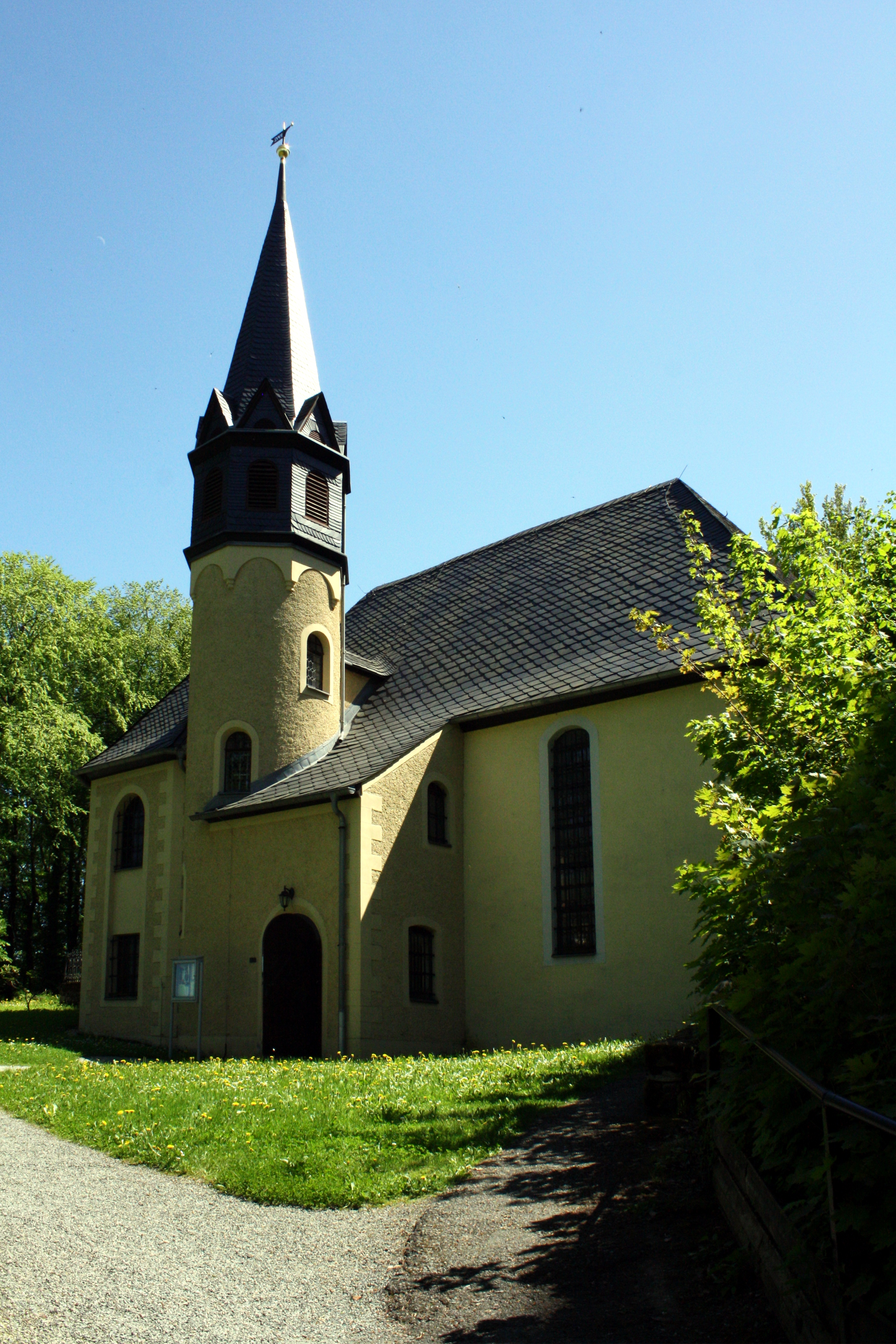
Burgkirche

Posterstein ist eine Gemeinde im thüringischen Landkreis Altenburger Land. Sie ist Mitglied und Sitz der Verwaltungsgemeinschaft Oberes Sprottental.

## Geographie

### Geographische Lage
Durch die Gemeinde fließt die Westliche Sprotte, die nordöstlich des Gemeindegebiets mit der Mannichswalder Sprotte zusammenfließt. Das Gemeindegebiet wird nach der naturräumlichen Gliederung des Landes Thüringen dem Rand des Altenburger Lössgebiets (Ronneburger Acker- und Bergbaugebiet) zugerechnet. Der größte Teil der Gemeindefläche wird landwirtschaftlich genutzt, kleinere Waldflächen gibt es lediglich im Norden der Gemeinde am linken Ufer der Westlichen Sprotte und im Westen der Gemeinde. Die nächsten Städte sind Ronneburg (3 km westlich), Schmölln (5 km nordöstlich) und Crimmitschau (7 km südöstlich).

### Geologie
Im so genannten Bruchfeld von Posterstein verlaufen Verwerfungen durch die Schichtenserien von Silur, Devon und Karbon sowie vulkanische Durchbrüche von Porphyr, Diabas und Melaphyr. In dieser Störungszone trat zuletzt im Jahr 1872 ein weithin spürbares Erdbeben auf.

### Nachbargemeinden
Angrenzende Gemeinden sind Heukewalde, Löbichau, Vollmershain und die Stadt Schmölln im Landkreis Altenburger Land sowie Paitzdorf und die Stadt Ronneburg im Landkreis Greiz.

### Gemeindegliederung
Ortsteile sind Posterstein und Stolzenberg.

## Geschichte
Am 14. April 1191 wurde Posterstein erstmals urkundlich erwähnt. Im 15. Jahrhundert besaß die Familie Puster die Burg „Stein“, von ihr stammt der heutige Name. Ende des 13. Jahrhunderts gelang es den Vögten von Weida, die Lehnsherrschaft über Posterstein zu erlangen. Bei der Spaltung des reußischen Stammhauses 1305 in Reuß ältere Linie (Plauen) und Reuß jüngere Linie (Greiz) verblieb Posterstein unter der Herrschaft der jüngeren Linie. Die Reußen stellten sich damit dem Bestreben der wettinischen Markgrafen von Meißen entgegen, ihre Herrschaft im Pleißenland auszudehnen. Um dem Druck der Markgrafen etwas entgegenzusetzen, trugen die Vögte die Herrschaft Posterstein dem König von Böhmen als Lehen an. Markgraf Friedrich der Ernsthafte beschwerte sich daraufhin beim Kaiser. Die Lehnsherrschaft war bis ins 17. Jahrhundert strittig. In der Zeit nach dem Vogtländischen Krieg (1354–1359) geriet ein großer Teil der Postersteinischen Güter unter Meißner Herrschaft, während Posterstein selbst Vögtisches (Reußisches) Lehen blieb.
Posterstein gehörte zum wettinischen Amt Altenburg, welches ab dem 16. Jahrhundert aufgrund mehrerer Teilungen im Lauf seines Bestehens unter der Hoheit folgender Ernestinischer Herzogtümer stand: Herzogtum Sachsen (1554 bis 1572), Herzogtum Sachsen-Weimar (1572 bis 1603), Herzogtum Sachsen-Altenburg (1603 bis 1672), Herzogtum Sachsen-Gotha-Altenburg (1672 bis 1826). Bei der Neuordnung der Ernestinischen Herzogtümer im Jahr 1826 kam der Ort wiederum zum Herzogtum Sachsen-Altenburg.
Nach der Verwaltungsreform im Herzogtum gehörte Posterstein bezüglich der Verwaltung zum Ostkreis (bis 1900) bzw. zum Landratsamt Ronneburg (ab 1900). Das Dorf gehörte ab 1918 zum Freistaat Sachsen-Altenburg, der 1920 im Land Thüringen aufging. 1922 kam es zum Landkreis Gera.
Am 1. Juli 1950 wurde die bis dahin eigenständige Gemeinde Stolzenberg eingegliedert. 1952 kam Posterstein vom Landkreis Gera an den Kreis Schmölln, über den es 1994 an den Landkreis Altenburger Land gelangte. Bei der zweiten Kreisreform in der DDR wurden 1952 die bestehenden Länder aufgelöst und die Landkreise neu zugeschnitten. Somit kam die Gemeinde Posterstein
vom Landkreis Gera an den Kreis Schmölln im Bezirk Leipzig, der seit 1990 als Landkreis Schmölln zu Thüringen gehörte und bei der thüringischen Kreisreform 1994 im Landkreis Altenburger Land aufging. Seit dem 12. Oktober 1994 gehört die Gemeinde Posterstein zur Verwaltungsgemeinschaft Oberes Sprottental.
Nach dem Zweiten Weltkrieg entwickelte sich in der Region um Ronneburg der Uranerzbergbau der SDAG Wismut. Zwischen 1956 und 1960 wurde zwischen der Bundesautobahn A4 im Norden und dem Ortsteil Stolzenberg im Süden der „Tagebau Stolzenberg“ aufgefahren. Zwischen 1974 und 1977 wurde der Tagebau Stolzenberg mit Material aus der Teufe der Schächte in Beerwalde verkippt und mit Kulturboden abgedeckt. Im Rahmen der Renaturierung wurde die Halde Stolzenberg zwischen 1977 und 1979 teilweise profiliert und die Böschungen abgeflacht.

## Einwohnerentwicklung
1910 lebten in Posterstein und Stolzenberg zusammengenommen 436 Einwohner, 1933 waren es 432 Einwohner.
Entwicklung der Einwohnerzahl (Stand jeweils 31. Dezember):
| - 1994: 365 - 1995: 366 - 1996: 398 - 1997: 444 - 1998: 487 - 1999: 495 | - 2000: 518 - 2001: 526 - 2002: 521 - 2003: 527 - 2004: 507 - 2005: 504 | - 2006: 493 - 2007: 487 - 2008: 480 - 2009: 464 - 2010: 464 - 2011: 431 | - 2012: 428 - 2013: 427 - 2014: 432 - 2015: 430 - 2016: 428 - 2017: 432 | - 2018: 438 - 2019: 467 - 2020: 461 - 2021: 466 - 2022: 460 - 2023: 458 |

Datenquelle: Thüringer Landesamt für Statistik

## Politik

### Gemeinderat
Nach der Kommunalwahl am 25. Mai 2014 setzte sich der Gemeinderat wie folgt zusammen:
- SPD – 4 Sitze (50,8 %)
- Pro Land und Leute – 2 Sitze (49,2 %)

Die Wahlbeteiligung lag bei 63,9 % (−4,2 %p).
Seit der Kommunalwahl am 26. Mai 2019 setzt sich der Gemeinderat wie folgt zusammen:
- NWP – 3 Sitze (43,1 %)
- Pro Land und Leute – 2 Sitze (37,0 %)
- SPD – 1 Sitz (19,9 %)

Die Wahlbeteiligung lag bei 75,9 % (+12,0 %p).
–––
Die Gemeinderatswahl am 26. Mai 2024 führte zu folgendem Ergebnis:
| Partei / Liste                | Stimmenanteil | Sitze |
| Pro Land und Leute            | 51,0 %        | 4     |
| Union Posterstein/Stolzenberg | 29,7 %        | 1     |
| Neue Wege Posterstein (NWP)   | 19,3 %        | 1     |
| Wahlbeteiligung: 77,8 %       |               |       |

### Bürgermeister
Bürgermeister ist seit dem 1. August 1992 Stefan Jakubek, der bei den Bürgermeisterwahlen bis 2004 entweder für die SPD oder die Bürgerinitiative der SPD gewählt wurde. Zuletzt im Amt bestätigt wurde er am 12. Juni 2022 mit einer Mehrheit von 50,2 % der gültigen Stimmen gegen zwei Gegenkandidaten bei einer Wahlbeteiligung von 86,1 % (+ 31,8 %p).

## Kultur und Sehenswürdigkeiten
- siehe auch: Liste der Kulturdenkmale in Posterstein
- Markantestes Bauwerk ist die Postersteiner Burg, die, nachts angeleuchtet, auch von der nördlich der Gemeinde entlangführenden BAB 4 leicht erkennbar ist. Zur Burg gehört auch eine Burgkirche. Die spätgotischen Kirche ist mit üppigen Holzschnitzereien aus dem Jahre 1689 des sonst unbekannten Künstlers Johannis Hopf verziert.[16]Luftaufnahme vom Herrenhaus bei Burg Posterstein, 2022

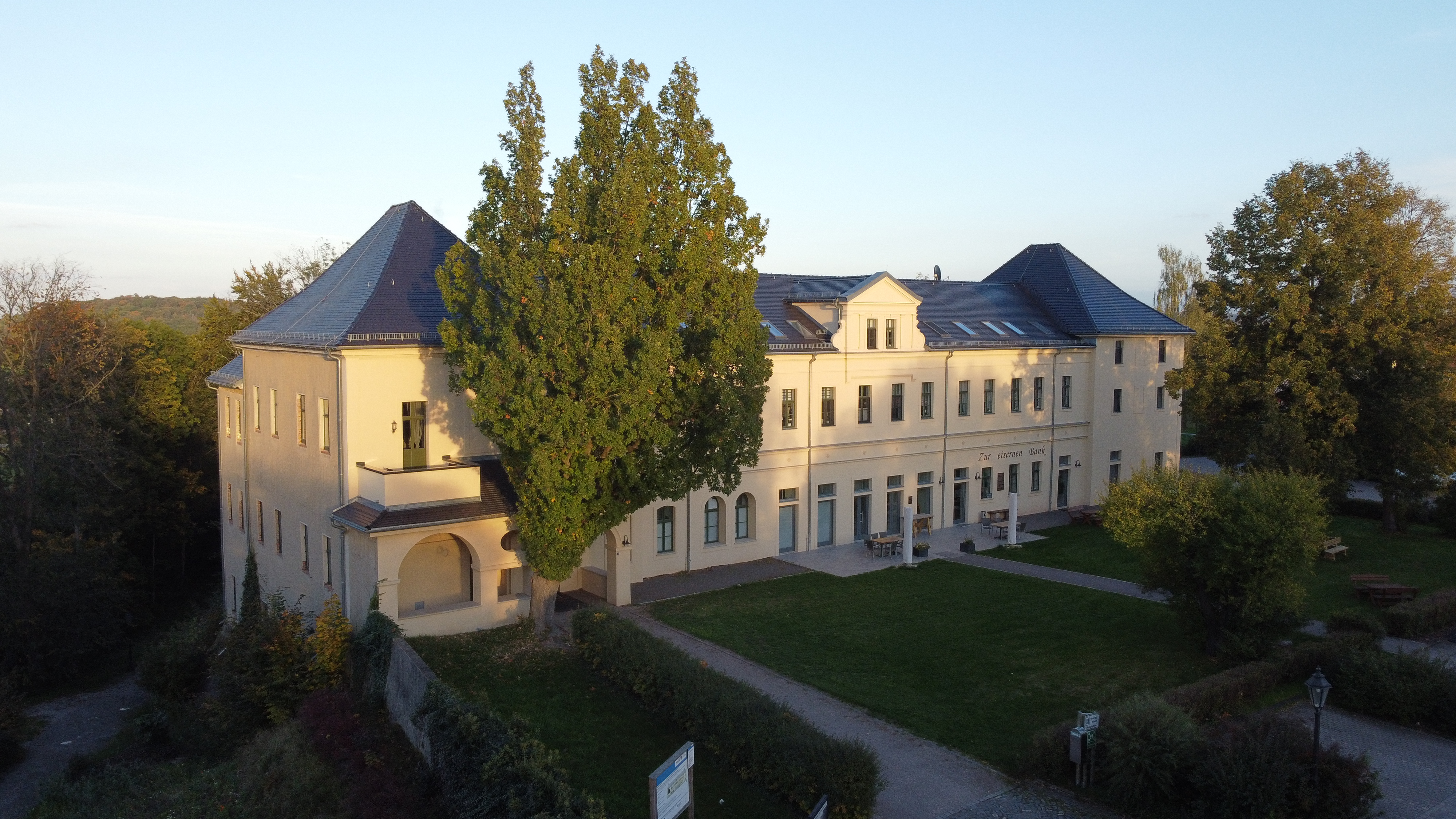
Luftaufnahme vom Herrenhaus bei Burg Posterstein, 2022

- Rittergut Posterstein südwestlich der Burg: Das seit Jahren leer stehende historische Herrenhaus soll in den Jahren 2016 und 2017 grundlegend mit Investitionskosten von 3,4 Mio. Euro saniert werden. In dem Gebäude sollen acht Wohnungen und zwei Ferienwohnungen entstehen und Räume für die Tagesbetreuung älterer Menschen.[17]

## Wirtschaft und Infrastruktur
Die Kreisstraße K 503 verbindet Posterstein und Stolzenberg mit Nöbdenitz und der Landesstraße L 1081, die wiederum zur Bundesstraße 7 und zur Anschlussstelle Ronneburg der BAB 4 führt. Die Gemeinde liegt im Mitteldeutschen Verkehrsverbund und ist über die an Werktagen außer an Samstagen verkehrende Buslinie 355 Schmölln–Untschen–Thonhausen der THÜSAC Personennahverkehrsgesellschaft angebunden. Der nächstgelegene Anschluss zum Schienenpersonennahverkehr befindet sich zwei Kilometer nordöstlich in Nöbdenitz.

### Wasserver- und Abwasserentsorgung
Die Gemeinde Posterstein hat die Aufgaben der Wasserver- und Abwasserentsorgung an die Verwaltungsgemeinschaft Oberes Sprottental übertragen. Diese erledigen diese Aufgabe mit Hilfe des Eigenbetriebs Gemeindewerke "Oberes Sprottental".

## Persönlichkeiten
- Friedrich Eduard Otto Winkler (1815–1872), deutscher Rittergutsbesitzer und Politiker
- Veit Ulrich von Beulwitz (1899–1934), Politiker (NSDAP) und ranghoher SA-Führer, getötet beim „Röhm-Putsch“
- Richard Kahnt (* 1871), deutscher Gewerkschaftsfunktionär und Politiker (SPD, USPD)